# Beth Underhill
Elizabeth Jane Underhill –conocida como Beth Underhill– (Guelph, 5 de septiembre de 1962) es una jinete canadiense que compite en la modalidad de salto ecuestre. Ganó cuatro medallas en los Juegos Panamericanos, dos platas en 1991, bronce en 1999 y plata en 2023.

## Palmarés internacional
| Juegos Panamericanos | Juegos Panamericanos | Juegos Panamericanos | Juegos Panamericanos |
| Año                  | Lugar                | Medalla              | Categoría            |
| -------------------- | -------------------- | -------------------- | -------------------- |
| 1991                 | La Habana (Cuba)     | Medalla de plata     | Individual           |
| 1991                 | La Habana (Cuba)     | Medalla de plata     | Por equipos          |
| 1999                 | Winnipeg (Canadá)    | Medalla de bronce    | Por equipos          |
| 2023                 | Santiago (Chile)     | Medalla de plata     | Por equipos          |